# Ricardo Pedriel
Ricardo Pedriel Suárez (ur. 19 stycznia 1987 w Santa Cruz) – boliwijski piłkarz występujący najczęściej na pozycji napastnika, od 2014 zawodnik tureckiego Mersin İdman Yurdu.

## Kariera klubowa
Pedriel jest wychowankiem zespołu Club Jorge Wilstermann z siedzibą w mieście Cochabamba. W Liga de Fútbol Profesional Boliviano zadebiutował 23 kwietnia 2006 w wygranym 4:1 spotkaniu z Destroyers, w którym strzelił także premierowego gola w najwyższej klasie rozgrywkowej. Szbyko wywalczył sobie miejsce w wyjściowej jedenastce i w tym samym roku, podczas jesiennego sezonu Clausura 2006, zdobył z Jorge Wilstermann mistrzostwo Boliwii. W 2007 roku wziął udział w pierwszym międzynarodowym turnieju w karierze – Copa Sudamericana – gdzie rozegrał jeden mecz i odpadł ze swoją ekipą w 1/16 finału.
Latem 2008 Pedriel za sumę 200 tysięcy euro przeszedł do drużyny wicemistrza Rumunii – Steauy Bukareszt. W Liga I pierwszy mecz rozegrał 17 października 2008 w przegranej 0:2 konfrontacji z Oțelul Galați. Ogółem w rozgrywkach 2008/2009 wystąpił tylko w czterech ligowych meczach, we wszystkich w roli rezerwowego i regularnie wybiegał na plac gry w rezerwach Steauy, gdzie zdobył 8 bramek w 12 pojedynkach. Sezon 2009/2010 spędził na wypożyczeniu w tureckim drugoligowcu Giresunsporze, w którego barwach zanotował 11 trafień w 27 meczach, jednak nie zdołał wywalczyć z zespołem promocji na najwyższy szczebel rozgrywek.
W lipcu 2010 Pedriel został zawodnikiem tureckiego Sivassporu, który za jego transfer zapłacił 100 tysięcy euro. W Süper Lig zadebiutował 26 września 2010 w przegranej 0:3 konfrontacji z Manisasporem, natomiast po raz pierwszy na listę strzelców wpisał się 31 października tego samego roku w przegranym 1:2 meczu z Beşiktaşem JK.
W trakcie sezonu 2013/2014 Pedriel został piłkarzem Bolívaru La Pa. Następnie w 2014 przeszedł do Mersin İdman Yurdu.
| Sezon     | Klub                   | Kraj    | Rozgrywki | Mecze | Bramki |
| --------- | ---------------------- | ------- | --------- | ----- | ------ |
| 2006      | Club Jorge Wilstermann | Boliwia | LFPB      | 14    | 5      |
| 2007      | Club Jorge Wilstermann | Boliwia | LFPB      | 31    | 12     |
| 2008      | Club Jorge Wilstermann | Boliwia | LFPB      | 25    | 16     |
| 2008/2009 | FC Steaua Bukareszt    | Rumunia | Liga I    | 4     | 0      |
| 2009/2010 | Giresunspor            | Turcja  | 1. Lig    | 27    | 11     |
| 2010/2011 | Sivasspor              | Turcja  | Süper Lig | 25    | 7      |
| 2011/2012 | Sivasspor              | Turcja  | Süper Lig | 34    | 9      |
| 2012/2013 | Sivasspor              | Turcja  | Süper Lig | 31    | 3      |
| 2013/2014 | Club Bolívar           | Boliwia | LFPB      | 10    | 2      |
| 2013/2014 | Mersin İdman Yurdu     | Turcja  | Süper Lig |       |        |

## Kariera reprezentacyjna
W 2007 roku Pedriel znalazł się w składzie reprezentacji Boliwii U–20 na Młodzieżowe Mistrzostwa Ameryki Północnej. Jego ekipa odpadła wówczas już w pierwszej fazie, nie kwalifikując się na światowy czempionat, natomiast sam zawodnik rozegrał wówczas cztery spotkania, nie strzelając ani jednego gola.
W seniorskiej reprezentacji Boliwii Pedriel zadebiutował za kadencji selekcjonera Erwina Sáncheza – 6 lutego 2008 w wygranym 2:1 meczu towarzyskim z Peru i w tej samej konfrontacji zdobył pierwszą bramkę w kadrze narodowej. Wystąpił w dwóch spotkaniach wchodzących w skład eliminacji do Mistrzostw Świata 2010, na które ostatecznie Boliwijczycy się nie zakwalifikowali. W 2011 roku został powołany przez trenera Gustavo Quinterosa na rozgrywany w Argentynie turniej Copa América, gdzie wystąpił w jednym meczu, wchodząc z ławki rezerwowych, a jego reprezentacja odpadła już w fazie grupowej.